# Kopalnia Liczyrzepa

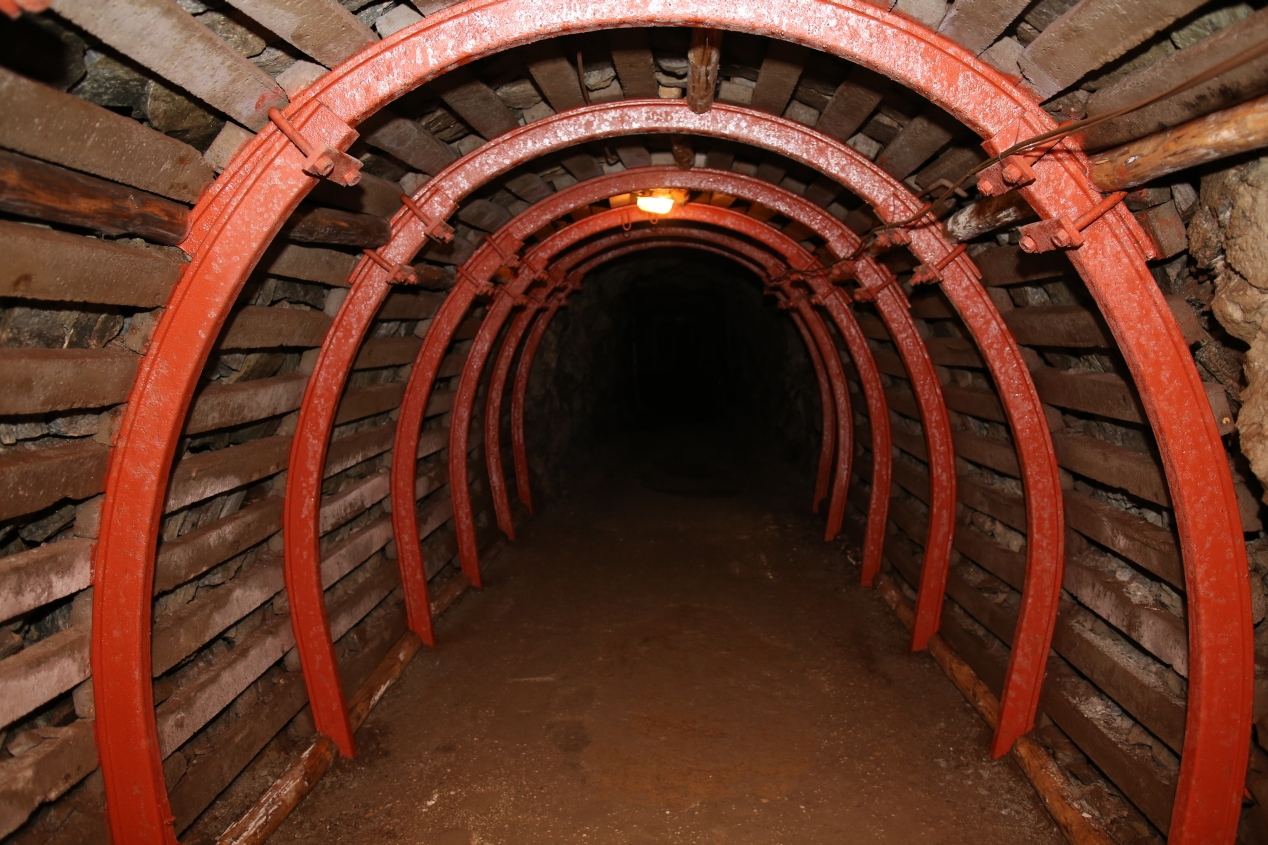
Korytarz udostępnionej do zwiedzania części kopalni "Liczyrzepa"

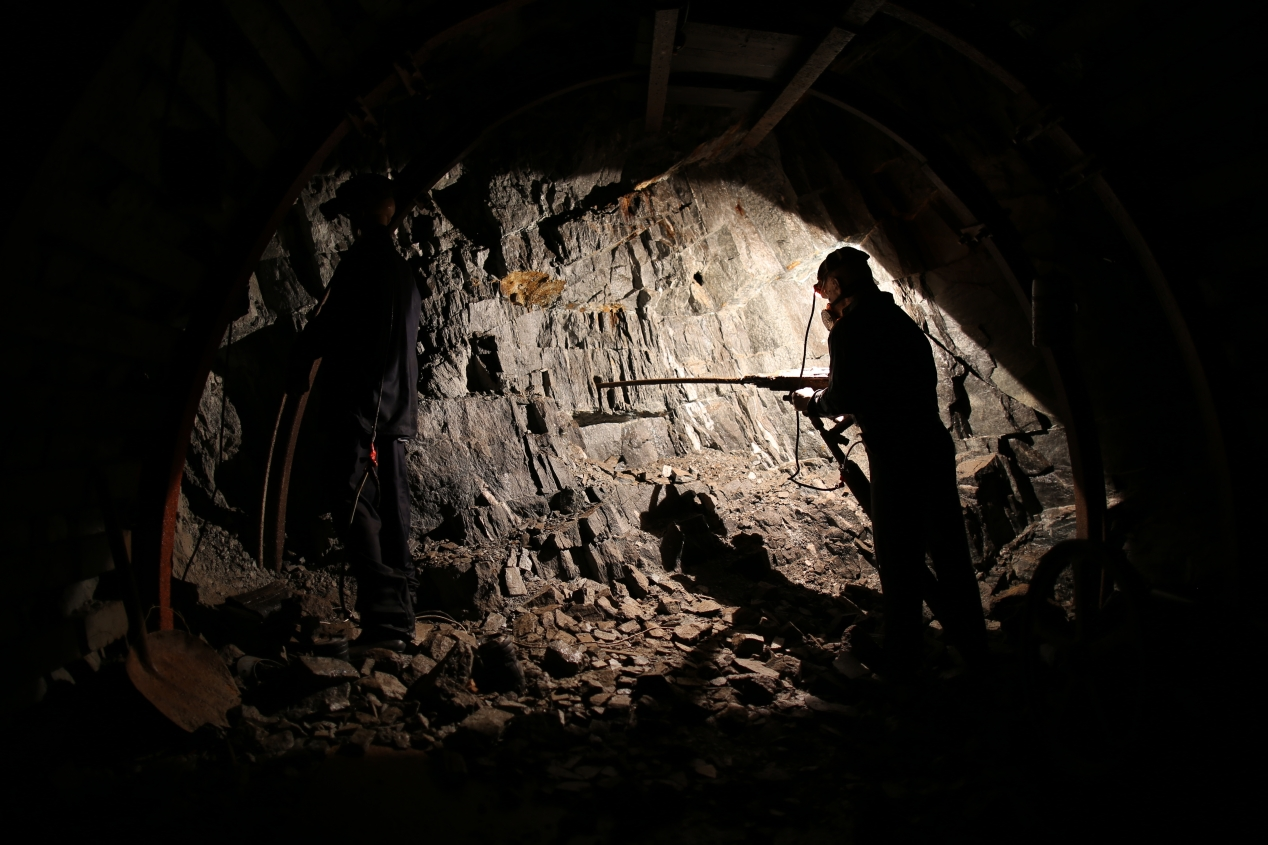
Ekspozycja w udostępnionej do zwiedzania części kopalni "Liczyrzepa"

Kopalnia Liczyrzepa (niem. Rübezahl) – kopalnia fluorytu i rudy uranu w Kowarach, w pewnym okresie będąca częścią "Przedsiębiorstwa Kowarskie Kopalnie", później Zakładów Przemysłowych R-1 (ros. Предприятие Кузнецкие Рудники).

## Położenie
Kopalnia Liczyrzepa była położona w Karkonoszach, na północno-wschodnich zboczach Kowarskiego Grzbietu, w dolinie Kuźniczego Potoku i Jeleniej Strugi, po obu stronach grzbietu biegnącego od Sulicy ku północy, w górnej części Kowar. Kopalnia Liczyrzepa składała się z szybu nr 2 oraz sztolni nr 7, 8, 9, 9a i 20. Przy wyrobiskach podziemnych znajdują się niezbyt duże hałdy skał płonnych, a część z nich została rozebrana i splantowana.

## Historia
Kopalnia Liczyrzepa powstała w latach 1850–1858 jako kopalnia fluorytu.
Rudy uranu w kopalni napotkano już w XIX wieku, ich większe koncentracje w Kowarach odkryto dopiero w 1910 r. i ponownie w latach powojennych.
Wydobycie rud uranu rozpoczęto dopiero w latach 1948–1949. W 1948 r. udostępniono starą sztolnię, znaną jako sztolnia nr 7. Do 1954 r. odbudowano sztolnie nr 9, 9a, 20 oraz szyb nr 2. W 1954 kopalnia została zlikwidowana. W 2000 r. otwarto podziemną trasę turystyczną.
Ogółem w latach 1948–1954 w kopalni Liczyrzepa wydobyto ok. 470 t rud o średniej zawartości 0,3% uranu, czyli ok. 1,4 t czystego pierwiastka.